# Hallsburg
Hallsburg – miasto w Stanach Zjednoczonych, w stanie Teksas, w hrabstwie McLennan.

## Geografia
Miasto Hallsburg jest położone na wysokości 152 m n.p.m.. Według danych United States Census Bureau całkowita powierzchnia miasta Hallsburg to 13,74 km², z czego 13,42 km² to ląd, a 0,32 km² to woda.

## Demografia
Według spisu ludności z 2022 roku, który został wykonany przez United States Census Bureau, szacuje się, że w Hallsburgu mieszkało 483 mieszkańców.